# Инсар (Мордовия)
Инсар (на руски: Инсар; на мокшански: Инсара) е град в Русия, административен център на Инсарски район, автономна република Мордовия. Населението на града към 1 януари 2018 е 8010 души.